# Hårdrockare

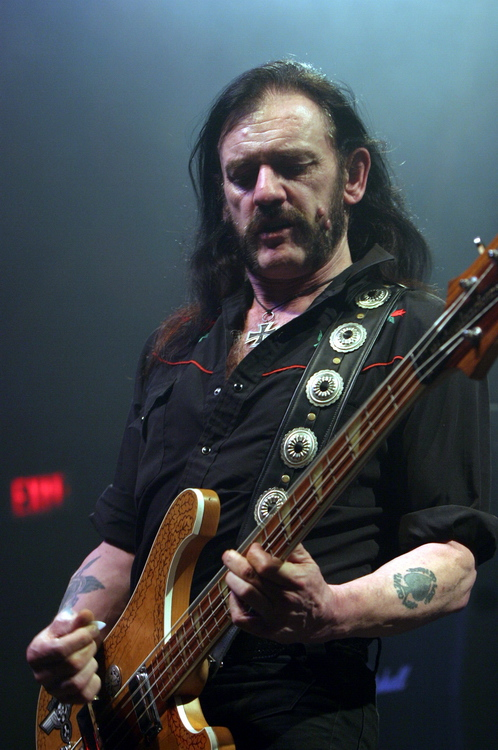
Motörheads sångare och basist Lemmy Kilmister. En typisk hårdrockare.

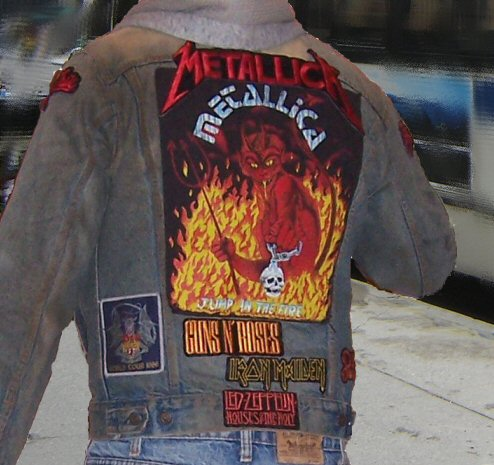
Hårdrockare iklädd jeansjacka med bandlogotyper på tyglappar.

En Hårdrockare (engelska: metalhead) kallas både de som är hängivna fans av hårdrock och heavy metal, och de som spelar och sjunger i hårdrocksgrupper.

## Hårdrockare som subkultur
Hårdrockare förknippas ofta med headbanging. Headbanging är dock en äldre term. Redan tidigt klassades hårdrockskulturen som en subkultur. I början av 1980-talet uppstod motsättningar mellan hårdrockare och synthare. Hårdrockskulturen har ibland även beskyllts för satanism, då hårdrockslåtar ofta har mörkare texter, med teman som hat och ångest, medan till exempel övriga populärmusik oftast handlar om kärlek, och dessa genrer ofta klassas som mer "mainstream" än hårdrock. Band inom subgenren black metal hävdar dock ofta öppet att de är satanister.

### Musiken
Precis som ordet antyder så lyssnar hårdrockare på band inom hårdrocksgenren. De grupper som ofta brukar omnämnas är, men inte alltid, äldre band från 70- och 80-talen, som till exempel Deep Purple, Metallica, Iron Maiden, AC/DC, Guns N' Roses, Led Zeppelin och Black Sabbath. De mer moderna hårdrockarna lyssnar dock vanligtvis på nyare grupper såsom Slipknot, Trivium, In Flames och Soilwork. Men det ena behöver inte utesluta det andra.

### Utseende och klädsel
Den stereotypa bilden av en hårdrockares utseende är att de har långt hår, tatueringar, tajta byxor, bandlogotyp på jacka av jeanstyg eller jeansväst ofta täckt med tygmärken, knappar och ibland nitar. Detta är mer vanligt för fans av heavy-, speed- och thrash metal. Skinnjacka är också väldigt vanligt och/eller T-shirt med ett av favoritbanden, bälte med nitar eller patronhylsor. Denna bild stämmer fortfarande men en del hårdrockare, såsom David Draiman i Disturbed, har rakat huvud, eller dreadlocks, som Anders Fridén i In Flames.